# Tabanus crosskeyi
Tabanus crosskeyi är en tvåvingeart som beskrevs av João Tendeiro 1965. Tabanus crosskeyi ingår i släktet Tabanus och familjen bromsar.
Artens utbredningsområde är Guinea-Bissau. Inga underarter finns listade i Catalogue of Life.